# Pierre Lautomne
 (octobre 2013).
Si vous disposez d'ouvrages ou d'articles de référence ou si vous connaissez des sites web de qualité traitant du thème abordé ici, merci de compléter l'article en donnant les références utiles à sa vérifiabilité et en les liant à la section « Notes et références ».
Pierre Lautomne, de son vrai nom Nicolas Varidel, est un auteur-compositeur-interprète francophone.
Pierre Lautomne est né le 21 septembre 1965 à Genève (Suisse) d'une famille nombreuse, d’un père pasteur et d’une mère institutrice. La famille émigre en Côte d’Ivoire  alors qu’il est âgé d’un an. Ils s’installent à Cocody dans la périphérie d’Abidjan. De retour en Suisse à l’âge de 12 ans, il s’oriente ensuite vers une école professionnelle d’horticulture et crée sa propre entreprise d’arboriculture. Parallèlement il commence son parcours musical. Un premier projet voit le jour sous son nom Nicolas Varidel. 

## Parcours musical

### Les débuts
Nicolas Varidel participe dès 1986 à l'émission "Podium 86" de la Télévision suisse romande. De 1992 à 1994, il enchaîne plusieurs concerts en Suisse romande, notamment la première partie de Michel Bühler. Il participe en 1992 à la Médaille d’or de la chanson (finaliste). La même année, il est sélectionné pour la Truffe de platine au concours de la chanson de la Radio suisse romande. Il reçoit l’année suivante le prix espoir de la Médaille d’or de la chanson et en 1994 la Truffe de platine (RSR) et le Prix des Auditeurs[réf. nécessaire].

### Saul
C'est en 1995 que l'artiste adopte son premier pseudonyme de Saul. Un album "Sauvage" (autoproduit) sort la même année en  Suisse romande. En 2003, le deuxième album "Toubabou" est distribué en Suisse romande (Disques Office), produit par le label Silverstreet productions ainsi que les Éditions SiDo Music. Le titre "Toubabou" est nommé «Découverte francophone» par l’ensemble des radios publiques des pays francophones (Radio Canada, France Bleu, RTBF Belgique, Radio Suisse romande) et sera diffusé sur les antennes de la francophonie. En 2004, il représente la Suisse pour la Journée internationale de la francophonie à Paris (Radio France). Il représente également la Suisse pour l’édition 2005 de « Région en scènes » à Lyon (théâtre de Vénissieux), organisé par le réseau du Maillon (Fédération Rhône-Alpes du Chaînon).

### Pierre Lautomne
En 2006, nouvelle direction artistique, nouveaux musiciens et nouveau pseudonyme. Saul devient Pierre Lautomne . Sa rencontre avec le producteur Raphaël Noir aux arrangements et à la direction artistique  marque le début d’une collaboration fructueuse. Ce sont aussi les premiers pas d’une association père et fils, Igor Varidel (Cotton Mouds) signera régulièrement des textes ou des musiques sur les albums de son père.

#### Les Choses Premières
Produit en indépendant, l'album "Les Choses Premières" sort en Suisse en 2007 (Disques Office). Ses chansons aux textes poétiques et nostalgiques sur des mélodies pop-folk lui obtiennent le prix Coup de Cœur Francophone 2008 de l’Académie Charles-Cros et sa sélection au prix Charles Cros des Lycéens. Pierre Lautomne fait sa première apparition sous ce nom sur les scènes françaises lors du festival « Alors…Chante » de Montauban (édition 2008).

#### En Bois de Chair
Le deuxième album "En Bois de Chair" sort en Suisse en 2009 (Disques Office). Bien accueilli à son tour, l'album s'oriente vers les tonalités pop-blues et dégage une ambiance plus boisée et organique que le précédent . La tournée 2010 en Suisse romande passe notamment dans les festivals du Paléo Festival, Voix de Fête, Montreux Jazz Festival, Mars en Chanson, ainsi qu'une première partie aux Francomanias de Bulle avec Stephan Eicher. Il participe à diverses émissions de la Radio suisse romande (Panorama, Dare-dare, Devine qui vient diner ce soir) et plusieurs titres passent en playlist sur les radios suisses (RTS 1, Option musique, Radio Chablaix, Radio Fréquence Jura).

La signature en 2009 avec le label français DTB2 ouvre de nouvelles possibilités de collaborations. En 2010, l'album est distribué en France (MVS Distribution) et ouvre un premier accès au réseau des scènes parisiennes (Les Trois Baudets, La Boule Noire, le Quai des Arts, etc.)  Lautomne est sélectionné comme « artiste de la semaine » sur TV5 (talents acoustiques 2010)[réf. nécessaire] et parvient en finale du Prix Georges Moustaki en 2011, concours récompensant les albums autoproduit en 2011. Il passe sur France 2 dans l’émission « CD’aujourd’hui » la même année.

#### Le Cœur des Lièvres
En mars 2012, la sortie du troisième album "Le Cœur des Lièvres" marque un tournant (Disques Office). Le producteur Renaud Millet-Lacombe est au son et à la direction artistique, de nouveaux musiciens intègrent le groupe. Enregistré en studio dans les conditions d'un live, "Le Cœur des lièvres" délivre ses ambiances cinématographiques, le son blues se radicalise, le thème des chansons s'oriente vers des propos plus engagés et politiques. Une couverture médiatique accompagne la tournée en Suisse romande (RTS 1 La Puce à l’Oreille – Journal le 12 h 30 – Les Dicodeur – Radio Paradiso...).

## Discographie

### Albums
- "Sauvage" – 1995, Saul.
- "Toubabou" – 2003, Saul – Disques Office.
- Compilation "Soirée bleue musique 2005": titre "Annouche", Saul – Partenariat RTS, RadioFrance, Rai.
- "Les Choses Premières" – 2007, Pierre Lautomne – Disques Office.
- "En Bois de Chair" – 2009, Pierre Lautomne – Disques Office – sortie française 8 novembre 2012 – Anticraft – MVS Distribution.
- "Le Cœur des Lièvres" – 2012, Pierre Lautomne – Disques Office.

### Single Pierre Lautomne
- Option musique aime les talents suisses – compilation 2008 RSR.
- « Les Beaux jours » – single promo 2008.
- Option musique aime les talents suisses – compilation 2009 RSR
- Chroniques lycéennes – édition 2008-2009.
- Pierre Lautomne fait son live – single promo 2010.

## Prix et sélections
- Podium 86 de la Télévision suisse romande (Nicolas Varidel).
- Médaille d’or de la chanson 1992 (Saul).
- Sélection 1992 Truffe de platine au concours de la chanson de la Radio suisse romande (Saul).
- Prix espoir de la Médaille d’or de la chanson 1993 (Saul).
- Truffe de platine RSR – Prix des auditeurs 1994 (Saul).
- Découverte des radios francophones publiques 2003 (Saul).
- Compilation sélection Fnac, album autoproduit 2004 (Saul).
- Finaliste concours « Les nouvelles scènes » 2004 (Saul).
- Coup de cœur francophone 2008 de l’Académie Charles Cros (Pierre Lautomne).
- Sélectionné pour le prix Charles Cros des Lycéens 2008-2009 (Pierre Lautomne).
- Sélectionné « Artiste de la semaine » sur TV5 (talents acoustiques) 2010 (Pierre Lautomne).
- Sélectionné pour la finale du prix Georges Moustaki, 2011 (Pierre Lautomne).
- Prix album autoproduit/indépendant 2011 (Pierre Lautomne).

## Collaborations musicales
- Johann Bourquenez (piano) 2013.
- Christophe Calpini (musicien, producteur) 2013.
- Stephan Mayer (piano) 2013.
- Nelson Schaer (batterie) 2012-2013.
- Yves Marguet (basse, contrebasse) 2010-2013.
- Renaud Millet-Lacombe (producteur, musicien et ingénieur du son) 2011-2013.
- Olivier Uldry (guitares) 2006–2013.
- Guillaume Lagger (harmonica, percussions) 2006-2012.
- Yaël Miller (chanteuse) 2012.
- Sophie Noir (chanteuse) 2012.
- Raphaël Noir (musicien, producteur) 2006–2012.
- Igor Varidel (guitariste, chanteur)  2007-2012.
- Fabien Ianonne (basse) 2012.
- Onésia Rithner (chanteuse) 2012.
- Xavier Dromard (ingénieur du son) 2008-2010.
- Raphaël Ortis (basse) 2008-2010.
- Cyril Bondi (batterie) 2007-2010.
- Jonas Brülhart (rappeur) 2009.
- Benoît Corboz (musicien, ingénieur du son) 2007-2009.
- Barbara Klossner (chanteuse) 2009.
- Elodie Steinegger (violoncelle) 2009.
- Vinciane Guy (violoncelle) 2006-2009.
- Simon Gerber (basse) 2007.
- Benoît Mayer (ingénieur du son) 2006.
- Stéphane Tornare (ingénieur du son) 2006.
- Ian Gordon–Lennox (trompette, trombone) 2006.
- Gabriel Monnier (trompette) 2006.